# Det sargade landet
Det sargade landet är en bok i fantasygenren skriven av Stephen R. Donaldson 1980 och gavs ut på svenska 1989 av bokförlaget Legenda. Ylva Spångberg översatte originalutgåvan The Wounded Land.

ISBN 91-582-1361-9

## Handling
Tio år har gått och Thomas Covenant har inte blivit kallad till Landet på nytt.

Linden Avery är läkare och har precis avslutat sin praktiktjänst. Efter ett moget övervägande så sökte hon jobb i ett litet, stillastående samhälle på landsbygden. Det dröjer inte länge förrän hon inser att det finns en del sektliknande grupperingar i området, men räds inte av dem. På inrådan av en kollega så besöker hon Covenant med hans senaste bok i handen för att fråga efter en autograf. Hon upptäcker att även han har blivit drabbad av dessa sekter och olika omständigheter gör att Thomas Covenant återigen blir kallad till Landet, men den här gången har han sällskap. Linden Avery följer också med.

Så fort de anländer så känner Linden att det ligger en stor ondska bakom allt, till och med vädret. De kommer fram till en liten by som Covenant minns från tidigare besök, men något hade förändrats på ett mycket obehagligt sätt. Det talades om blodsoffer och att ryttare ständigt krävde offer. Covenant förstod ingenting och Linden mådde bara sämre och sämre, då hon faktiskt kände hur någon våldförde sig på allt och alla i Landet. Covenant visste att det var Furst Nid som låg bakom, men frågan var bara hur? Ganska snart stod det klart att de måste ta sig till Helgasten för att besöka Furstarna, hans gamla vänner, och ta reda på vad som hade hänt.

Ganska tidigt på färden blev Covenant angripen av ett offer för solgiftet, som dessutom var övertagen av en härjare, och blev illa biten och med detta angripen av ett kraftfullt gift som spred sig i kroppen. Linden var tvungen att fatta egna beslut på en plats som hon inte kände till och inte visste hur saker och ting fungerade, men enligt Covenant så var allt ändå fel här nu.

På vägen till Helgasten passerade de Andelains höjder och fick där en gåva från de döda, Vain, som blev presenterad som ett Demondims yngel, men att han hade ett syfte bara var hans eget. De fick även veta att det de sökte, inte fanns i Landet, men giftet i Covenant fick honom att tro något annat. Väl framme i Helgasten så lyckades de, efter många omständigheter, rädda några Haruchaier som genast ställde upp som blodsvakter. Sedan styrde färden mot kusten, en lång och vansklig färd.

Sarangraveplatån blev deras största prövning och hade de inte träffat jättarna, Tackel Havsdrömmare, Beckmorska och Svärds Förstan, så hade de dukat under för de vedervärdigheter de mötte där. Nu börjar färden till havs.